# Paramphithoe buchholzi
Paramphithoe buchholzi är en kräftdjursart som beskrevs av Gurjanova 1951. Paramphithoe buchholzi ingår i släktet Paramphithoe och familjen Epimeriidae. Inga underarter finns listade i Catalogue of Life.